# Пономарёв, Сергей Дмитриевич
Сергей Дмитриевич Пономарёв (1906—1991) — советский военный. Участник Великой Отечественной войны. Герой Советского Союза (1945). Капитан.

## Биография
Сергей Дмитриевич Пономарёв родился 22 июня (5 июля) 1906 года в помещичьей усадьбе близ посёлка Тюйно-Озёрский Бирского уезда Уфимской губернии Российской империи (ныне село Тюинск Октябрьского района Пермского края Российской Федерации) в крестьянской семье. Русский. С конца 1917 года жил с отцом и сестрой в селе Аскино. После смерти отца в марте 1918 года Сергея Дмитриевича определили в аскинский детский дом. С 1920 года он воспитывался и учился в детском доме в Бирске. В 1924 году С. Д. Пономарёв поступил в Уфимский землеустроительный техникум, по окончании которого в 1928 году он был направлен по распределению в лесоустроительную партию треста «Южураллес». До призыва на военную службу работал помощником таксатора.
В ряды Рабоче-крестьянской Красной Армии С. Д. Пономарёв был призван в ноябре 1929 года. Срочную службу нёс в 55-м кавалерийском Дубнинском полку 14-й кавалерийской Коммунистической Интернационала Молодёжи дивизии имени товарища Пархоменко. После демобилизации в 1930 году вернулся в Уфу. Работал таксатором лесоустроительной конторы треста «Южураллес», секретарём областного отделения Всероссийского общества «За овладение техникой», специалистом по лесозаготовкам треста «Южураллес», начальником военного леспромхоза Уфимского гарнизона. Перед войной Сергей Дмитриевич прошёл переподготовку на армейских сборах и получил воинскую специальность артиллериста.
Вновь на военную службу С. Д. Пономарёв был призван Ждановским районным военкоматом города Уфы Башкирской АССР в августе 1941 года. Окончил курсы младших лейтенантов. В сентябре 1942 года Сергей Дмитриевич получил направление в Рязань, где на базе 1-й резервной армии шло переформирование и доукомплектование понёсшей большие потери в ходе Сталинградской битвы 18-й стрелковой дивизии. В боях с немецко-фашистскими захватчиками младший лейтенант С. Д. Пономарёв участвовал с 18 декабря 1942 года в составе 1027-го артиллерийского полка 18-й стрелковой дивизии 2-й ударной армии Волховского фронта. Участвовал в операции «Искра», в ходе которой была прорвана блокада Ленинграда, и операции «Полярная Звезда». Весной 1943 года Сергей Дмитриевич получил звание лейтенанта и был назначен на должность командира 4-й батареи 1027-го артиллерийского полка. 9 июля 1943 года он был тяжело ранен, но к началу августа 1943 года был уже снова в строю.
Лейтенант С. Д. Пономарёв отличился в августе 1943 года во время операции по ликвидации мгинского выступа. 2 августа 1943 года в бою за деревню Тортолово командир 4-й батареи Пономарёв «исключительно хорошо организовал разведку и наблюдение». Вынеся свой наблюдательный пункт на передний край всего в 50—60 метрах от немецких траншей, Сергей Дмитриевич выявил огневые точки противника и заранее наметил цели. Для обеспечения поддержки наступления стрелковых частей батарея лейтенанта Пономарёва вела огонь одновременно из трёх орудий по трём целям. При этом командир батареи, находясь на передовом наблюдательном пункте в боевых порядках пехоты, лично корректировал огонь каждого из орудий. В результате умелых действий артиллеристов в зоне ответственности 4-й батареи были разрушены ДЗОТ и два блиндажа противника. Применённая в боях под Мгой тактика ведения артиллерийского боя в последующем стала излюбленной манерой С. Д. Пономарёва.
В декабре 1943 года 18-я стрелковая дивизия была передана в состав 8-й армии Волховского фронта и с января 1944 года участвовала в Ленинградско-Новгородской операции, в ходе которой были разгромлены и отброшены на линию «Пантера» две немецкие армии, полностью снята блокада Ленинграда и освобождены территории Ленинградской и Калининской областей. С середины января 1944 года дивизия участвовала в операции в составе 54-й армии Волховского фронта, а с 4 февраля 1944 года — в составе 67-й армии Ленинградского фронта. Во время наступления старший лейтенант С. Д. Пономарёв находился в боевых порядках пехоты и лично корректировал огонь своей батареи. 26 января он участвовал в освобождении от немецко-фашистских захватчиков города Тосно. 17 февраля 1944 года в бою за посёлок Плюсса 4-я батарея 1027-го артиллерийского полка уничтожила миномёт противника и подавила огонь двух пулемётных точек, чем дала возможность стрелковым частям выполнить боевую задачу с минимальными потерями. 2 марта 1944 года у деревни Рогово Псковского района противник перешёл в контратаку при поддержке 3-х самоходных артиллерийских установок. Грамотно организовав оборону, старший лейтенант Пономарёв отсёк вражескую пехоту от самоходок, вынудив противника отступить. При этом артиллеристы уничтожили до взвода немецких солдат.
До лета 1944 года 18-я стрелковая дивизия вела позиционные бои с противником на линии «Пантера». Во второй половине июня она была переброшена на Карельский фронт и включена в состав 7-й армии. В ходе Свирско-Петрозаводской операции 7 июля 1944 года старший лейтенант С. Д. Пономарёв был ранен. После лечения его направили на 2-й Украинский фронт, где он 5 августа 1944 года занял должность командира батареи 1325-го лёгкого артиллерийского полка 71-й лёгкой артиллерийской бригады 5-й гвардейской артиллерийской дивизии прорыва Резерва Верховного Главнокомандования. Действуя в полосе 52-й армии, дивизия участвовала в прорыве линии обороны противника северо-западнее Ясс в ходе Ясско-Кишинёвской операции. Затем участвовала в освобождении Румынии в рамках Бухарестско-Арадской операции, в ходе которой поддерживала наступление стрелковых подразделений 53-й армии. Старший лейтенант С. Д. Пономарёв особо отличился в боях за румынские населённые пункты Сынниколаул-Маре и Ченад.
В конце сентября 1944 года передовые части 53-й армии в ходе Бухарестско-Арадской операции вышли к румыно-венгерской границе и перешли к оперативной обороне. 4 октября 1944 года позиции 1241-го стрелкового полка 375-й стрелковой дивизии на северо-западной окраине Сынниколаул-Маре были атакованы превосходящими силами противника, которые поддерживали танки и самоходные артиллерийские установки. Старший лейтенант Пономарёв остановил отступление взвода 5-й роты и вернул его на позиции, тем самым восстановив линию обороны. При отражении контратаки противника батарея Пономарёва подбила 1 САУ «Фердинанд», 1 средний танк и уничтожила более 150 солдат и офицеров противника. Тем не менее, под давлением превосходящих сил врага стрелковый полк вынужден был оставить населённый пункт. Двумя оставшимися орудиями Сергей Дмитриевич прикрывал организованный отход пехоты, уничтожив при этом 1 танк, автоматическую пушку и до 100 немецких автоматчиков.
6 октября 1944 года началась Дебреценская операция. Старший лейтенант С. Д. Пономарёв получил приказ отбить оставленное на боевой позиции на западной окраине села Ченад артиллерийское орудие 4-й батареи, расчёт которого погиб. Проникнув с группой бойцов в расположение врага, Пономарёв захватил пушку, и организовав круговую оборону, открыл по противнику огонь. В ходе боя был подбит немецкий танк, уничтожены и частично рассеяны 200 солдат и офицеров вермахта. Сергей Дмитриевич лично стоял у орудия, выполняя работу наводчика. В течение суток группа Пономарёва удерживала населённый пункт до подхода стрелковых подразделений, подбив за это время ещё один вражеский танк. За образцовое выполнение боевых заданий командования на фронте борьбы с немецкими захватчиками и проявленные при этом отвагу и геройство старшему лейтенанту Пономарёву Сергею Дмитриевичу указом Президиума Верховного Совета СССР от 24 марта 1945 года было присвоено звание Героя Советского Союза.
После завершения Дебреценской операции 5-я гвардейская артиллерийская дивизия прорыва была передана 46-й армии и поддерживала её наступление в ходе Будапештской операции. С. Д. Пономарёв участвовал в форсировании реки Дунай в районе острова Чепель, в оборонительных боях севернее Будапешта. В ходе Венской стратегической операции его батарея принимала участие в отражении контрудара немецких и венгерских войск в районе посёлка Моча, боях на подступах к городу Дьёр, и освобождении города Вены. Боевой путь Сергей Дмитриевич завершил 11 мая 1945 года на территории Чехословакии в районе города Ческе-Будеёвице в ходе Пражской операции.
В 1945 году С. Д. Пономарёв уволился в запас в звании капитана. Жил в городе Уфе. Работал директором Уфимского лесозавода № 2. С 1952 по 1962 годы был председателем Башкирского обкома профсоюза рабочих лесной и бумажной промышленности. Затем занимал должность старшего инженера нормативной группы Уфимского домостроительного фанерного комбината. После выхода на заслуженный отдых Сергей Дмитриевич активно участвовал в ветеранском движении, на Уфимском фанерном комбинате организовал музей Великой Отечественной войны. С. Д. Пономарёв умер от инсульта 15 марта 1991 года. Похоронен на Южном кладбище города Уфы Республики Башкортостан.

## Награды
- Медаль «Золотая Звезда» (24.03.1945);
- орден Ленина (24.03.1945);
- два ордена Отечественной войны 1-й степени (08.08.1943; 06.04.1985);
- два ордена Красной Звезды (18.03.1944; ?);
- медали, в том числе:

медаль «За оборону Ленинграда» (16.07.1943).

## Документы
- Общедоступный электронный банк документов «Подвиг Народа в Великой Отечественной войне 1941—1945 гг.» Дата обращения: 22 октября 2012. Архивировано из оригинала 13 марта 2012 года.

Представление к званию Героя Советского Союза и указ ПВС СССР о присвоении звания. Дата обращения: 22 октября 2012. Архивировано 18 декабря 2012 года.
Орден Отечественной войны 1-й степени (наградной лист и приказ о награждении). Дата обращения: 22 октября 2012. Архивировано 18 декабря 2012 года.
Орден Отечественной войны 1-й степени (информация из карточки награждённого). Дата обращения: 22 октября 2012. Архивировано 18 декабря 2012 года.
Орден Красной Звезды (наградной лист и приказ о награждении). Дата обращения: 22 октября 2012. Архивировано 18 декабря 2012 года.